# Christian Ridil

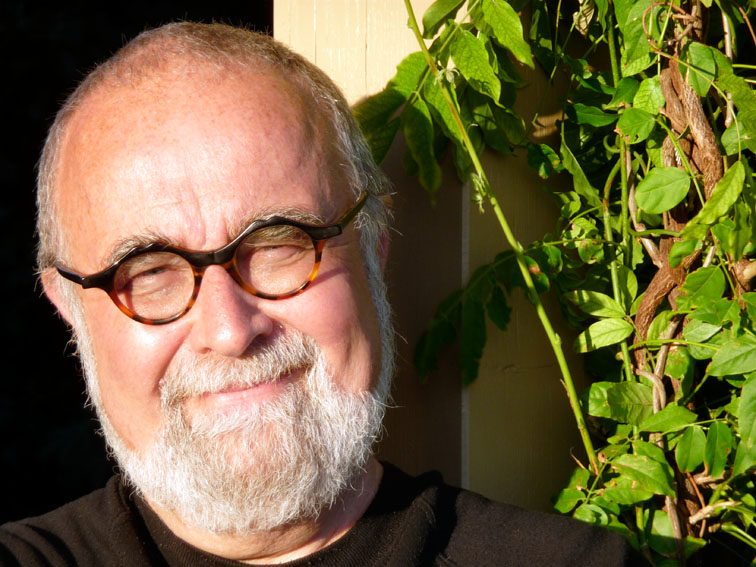
Christian Ridil

Christian Ridil (* 12. Juni 1943 in Breslau) ist ein deutscher Komponist, Chorleiter und Musikwissenschaftler.

## Biografie
Christian Ridil besuchte das Gymnasium der Regensburger Domspatzen und wurde dort umfassend in den Fächern Klavier, Violine, Gesang und Harmonielehre ausgebildet. Nach dem Abitur absolvierte er ab 1963 an der Musikhochschule München Studien der  Schulmusik sowie Komposition bei Günter Bialas. Von 1968 bis 1984 unterrichtete Ridil Musik am Justus-von-Liebig-Gymnasium in Neusäß. 1976 gründete er zusammen mit weiteren ehemaligen Regensburger Domspatzen das Augsburger Vokal-Ensemble (AVE), das er bis 1987 leitete. In zahlreichen Konzerten, Rundfunk- und Schallplattenaufnahmen sowie Uraufführungen wurde das Ensemble weit über die Grenzen Augsburgs hinaus bekannt.
Von 1980 bis 1983 war Ridil Lehrbeauftragter an der Katholischen Universität Eichstätt. Zusätzlich studierte er an der Universität Augsburg Musikwissenschaft (1980–1986) und wurde 1984 an das Musikwissenschaftliche Institut der Goethe-Universität Frankfurt am Main berufen. Neben den musiktheoretischen Kursen und Seminaren leitete er bis zu seinem Eintritt in den Ruhestand im Jahr 2008 die Frankfurter Universitätsmusik, die aus Chören, Orchestern und Kammermusik-Ensembles bestand. 1994 erfolgte seine Ernennung zum Universitätsmusikdirektor. Mit dem 1987 gegründeten Kammerchor der Universität Frankfurt wurden neben einer Reihe von medialen Veröffentlichungen (CDs, TV) zahlreiche Konzerte im In- und Ausland aufgeführt, u. a. Ungarn, Italien, Belgien, Polen, Mexiko. 2010 erhielt er die Ehrendoktorwürde als Dr. phil. der Universität Frankfurt.
Außerdem lehrte er von 1992 bis 1993 am College of New Jersey in Trenton (USA) als Exchange Professor.

## Kompositorisches Wirken
Ridils kompositorisches Werk umfasst Kompositionen für Orchester, Kammermusik sowie geistliche und weltliche Chorwerke. Seine Werke wurden im In- und Ausland aufgeführt. Darunter schuf er zahlreiche Auftragswerke, zum Beispiel zum 25. Bischofsjubiläum von Kardinal Karl Lehmann im Jahr 2008.

## Werke (Auswahl)

### Chormusik a cappella
- Die sieben Worte Jesu am Kreuze für Solo-Bariton und 5st. gem. Chor a cappella (1965)
- Morgengebet (Eichendorff) für 4–8st. gem. Chor a.c. (1968)
- Ave Maria für 6st. gem. Chor a cappella (1974)
- Gott sei uns gnädig und segne uns (Psalmübertragung: Rom. Guardini), Motette für 4–8st. gem. Chor a cappella (1975)
- Der Herr ist König (Ps. 92, nach der Übertragung von Rom. Guardini), Motette für 4–8st. gem. Chor a cappella (1978)
- Nachts (Horst Lange) für 6–8st. gem. Chor a cappella (1979/80)
- Zwei Davidsgesänge (alttestamentlich) für 3st. Oberchor a cappella (1983)
- Fünf Gesänge vom Herbst (Monika Taubitz) für 4st. gem. Chor a cappella (1983)
- Fünf Stücke für Oberchor: Ave Maria, O Haupt, voll Blut und Wunden, Mag auch die Liebe weinen, Siehe, ich sende meinen Engel vor dir her, Requiem: Seele, vergiß sie nicht, die Toten! (1987)
- Fünf U-musikalische Kanons für Chor a.c./Instr. ad libitum (1987–1989)
- Gib dem König, o Gott, Dein Gericht (Psalm 71, Übertragung von Rom. Guardini). Motette für 4–8st. gem. Chor a cappella (1989)
- Fuga vocalistica für 4st. gem. Chor a cappella oder Vokalquartett (1989)
- Haussprüche. 6 Aphorismen nach alten Hausinschriften für 3–4st. gem. Chor a cappella (1990)
- Ständchen (Des Knaben Wunderhorn) für Männerchor a cappella (1993)
- Nordwind und Südwind (Des Knaben Wunderhorn) für Männerchor a cappella (1993)
- Bei stiller Nacht. Passionschoralmotette für 5 - 8st. gem. Chor a cappella (1995)
- Missa Alba für 4st. gem. Chor a cappella (1995)
- Psalm 8 für 16st. gem. Chor a cappella (4chörig) (1996)
- Werde licht!. Choralmotette für 4st. gem. Chor a cappella (2000)
- Sehnsucht (J. Fr. von Eichendorff) für 6-stimmigen gem. Chor a cappella (2003)

### Chormusik mit Klavier/Orgel
- Wunschzettel (K.H.Frank) für 2st. Kinderchor und Klavier (1981)
- Erntelied (Gottfried Tollmann). Sieben hymnische Aphorismen für 3st. Oberchor und Orgel (1987)
- Die Mär von Bischof Hatto für 4st. gemischten Chor und Klavier (1998)
- Ooh-wakka-doo-wakka-day. Medley für gem. Chor und Klavier; nach Gilbert O’Sullivan (2000)

### Werke für Soli, Chor und Orchester
- Lied vom Glück (B.Brecht) für Alt-Solo, Chor und kleines Orchester (1965)
- Larisa (H.M.Enzensberger) für Solo-Bariton, 2 Klarinetten, Cembalo, Kontrabass und kleine Trommel (1966)
- Paddy Fingal, Szenische Ballade (W.Brandes) für Kinder und Orff-Instrumentarium (1969)
- Mensch sein in Christus, Deutsche Messe für Sprecher, Chor, Bläser und Rhythmusgruppe (1970)
- Von den Verdambten und Seeligen (Angelus Silesius). Große Kantate für Sopran-Solo, Bariton.Solo, Chor und Orchester (1987)
- Studentenlieder (Viktor v. Scheffel) für Chromonika, 4–5st. gem. Chor und 4 Schlagzeuger (1990)
- Kopf und Köpfchen. Mini-Opera for children (11 Instrumentalisten, 3 Agierende, 15 Minuten Dauer) (1991)
- Erhalt uns, Herr, bei Deinem Wort. Kleine Choralpartita für 5 Blechbläser und Chor (2000/2001)
- Gaudeamus - Gesänge der Freude für Sprecher, 1- 9 Chöre, Klavier 4händig, 4 Trompeten und Schlagzeug (4 Spieler) (2001–2003)
- Psalm 23: Der Herr ist mein Hirt - State in fide für 8st. gem. Chor (doppelchörig), 4st. Oberchor, 8 Blechbläser und Orgel (2007)

### Orchesterwerke
- Musica Gagerniana für großes Schulorchester (1987/88)
- et hi tres unum sunt. Geistliches Konzert für 3 Solobratschen und Streichorchester über ein Motiv Claudio Monteverdis (1991/92)
- Brahms en France. Konzert für Fagott und Kammerorchester (1994)
- Talking Plaques. Memorial music to E.B. for String Orchestra (1994)
- Pictures of a City (Sinfonie Nr. 1) für Orchester (1996–1998)
- Attacco für großes Blechbläserensemble und kleines Schlagwerk (1998)
- Les jardins du Pan. Konzert für Flöte und Orchester (1999)
- De profundis. Geistliches Konzert für Streichorchester, 3 Pauken und Schlagzeug (2000)

### Orgelmusik
- Meditationen (über Ehre sei dir, Christe) für Orgel (1967)
- Voci per tromba e organo (1973)
- Preces ad Mariam (Marienandacht) für 6 Blechbläser und Orgel (1974)
- Corale cambiamente für Orgel (1979)
- Dies Pentecostes. Vier liturgische Orgelaphorismen zu Pfingsten (1991)
- Quatre pièces für Oboe und Orgel (1997)
- In dich hab' ich gehoffet Herr. Fantasia für Orgel solo (2001)

### Kammermusik
- Divertissement für Flöte, Violine und Klavier (1968)
- Choroi für Tenorposaune und 3–5 Pauken (1968)
- Missa brevis für Violine und Klavier (1968)
- Mobile musicale für 2 Oboen und Fagott (1977)
- Suite für Querflîte solo (1977)
- Altenberger Variationen für zwei 4-stimmige Blockflötenchöre (1978)
- Dunkle Duos für Violoncello und Fagott (1978)
- Kommunikationen für Holzbläserquartett (1979)
- Septett (Lachen und Weinen zu jeglicher Stunde) für Flöte, Oboe, Fagott und Streichquartett (1980/85)
- Drei Opitz-Sonette für Mezzosopran, Klarinette und Streichtrio (1984)
- Variationen über einen Stoltzerschen cantus firmus für Diskant-Blockflöte (1985)
- Willkommen und Abschied und Abschied (Goethe) für Bariton und Klavier (1985)
- Ballade vom ungetreuen Knecht für gem. Chor a cappella, Altblockflöte, Streichquintett und Gitarre (1989)
- Trioviolinbeginn. Sechs Stücke für das allererste Zusammenspiel dreier Geigen (1989)
- Platzkonzert für Chromonika, Bassklarinette, 2 Fagotte und Cembalo (1990)
- Missa sopra un sogetto di Palestrina für Sopran-Solo und Streichquartett (1991)
- Heptameron für Oboe, Trompete, Viola und Violoncello (ad libitum auch anderes Instrumentarium) (1991)
- Ciacona variata für Blechbläser (1992)
- The meeting. Four Humoresques for Brass Quintet (1993)
- Gebet um Frieden (Text: Max Herrmann-Neiße). Lied in 5 Abschnitten für mittlere bis hohe Stimme und Klavier (1994)
- Sondierungsgespräche am Rande der Mäusekonferenz. Duos für Sopran-Blockflöte und Querflöte (oder Alt-Blockflöte) (1995)
- Meyenmusick. Variationen über ein Breslauer Mailied aus dem 16. Jahrhundert für 4 Hörner in F (1995)
- Quasi una Sonatina für Altblockflöte und Klavier (1995)
- Deux Danses Macabres. Oktett f. Fl (auch A-Fl, Picc), Klr (auch Baßklr.),Tr, Pos, Schlg, Vl, Kb, Klv (1995/96)
- Crossover Passacaglia für Horn (F) und Kontrabass (1996)
- Tempus inquietum. Quartett für Gitarre und Streichtrio (Vl, Va, Vc) (1996)
- ... ad aspra ... . Sextett für Fl (auch Picc), Fg, Vl, Va, Vc, Klv (1997)
- Sisifo. Streichquartett (1997)Serenata piccola per 2 Contrabbassi (1998)
- Preisung des Allheiligen für S-Solo, Fl, Va, Kb, Schlgzg. und Celesta (1998)
- Märchenbilder für Flöte(n) und Schlagzeug (1999)
- Tres non faciunt collegium musicum. Trio für Flöte, Klarinette (B) und Horn (F) (2001)
- ... tetigi, tactum ...  für Flöte und Gitarre (2002)

### Klaviermusik
- Variationen über ein ostpreussisches Reiterlied für Klavier (1991)
- wider Elise....für Ludwig. Paraphrase für Celesta solo (1994)